# Oraesia honesta
Oraesia honesta là một loài bướm đêm trong họ Noctuidae.